# Pennella montana
Pennella montana är en svampart som beskrevs av Lichtw. 1998. Pennella montana ingår i släktet Pennella och familjen Legeriomycetaceae.   Inga underarter finns listade i Catalogue of Life.